# کیوکو شیبویا
کیوکو شیبویا (انگلیسی: Kiyoko Shibuya؛ زادهٔ ۱۹۷۰) هنرمند تجسمی، و تهیه‌کننده فیلم اهل ژاپن است. وی از سال ۱۹۹۳ میلادی تاکنون مشغول فعالیت بوده‌است.